# Надя
 Тази статия е за романа.  За българската певица вижте Надя (певица).  
„Надя“ (на френски: Nadja) е автобиографичен роман на Андре Бретон от 1928 година.
Романът, смятан за един от най-важните текстове на сюрреализма, описва с неутрален тон 9 дни от живота на автора, в които общува с млада жена, наричаща се Надя. През 1964 година Бретон публикува преработено издание на книгата.